# Karbapenemazy
Karbapenemazy, MBL (z ang. metallo-β-lactamases) – bakteryjne enzymy hydrolizujące wiązanie β-laktamowe w cząsteczce karbapenemów (rodzaj antybiotyków β-laktamowych); można je więc zaliczyć do β-laktamaz.
Ich obecność w komórkach bakteryjnych jest źródłem oporności bakterii na ten rodzaj antybiotyków. Są to enzymy bakteryjne zdolne do dezaktywacji prawie wszystkich rodzajów β-laktamów: penicylin, cefalosporyn oraz karbapenemów. Oporne na ich działanie są monobaktamy.
Karbapenemazy należą do metaloenzymów, zawierają w centrum aktywnym jon cynku (Zn2+). Mają więc inną budowę niż pozostałe β-laktamazy i ta różnica w budowie zapewnia im tak szerokie spektrum działania. Karbapenemazy są niewrażliwe na tradycyjne inhibitory β-laktamaz, znane są jednak substancje zdolne zahamować ich działanie – do inhibitorów karbapenemaz zalicza się EDTA i kwas merkaptopropionowy.